# 布赖恩·格林
布赖恩·格林（英語：Brian Greene，1963年2月9日—）是美国著名的理论物理学家与超弦理论家。他自1996年以来担任了哥伦比亚大学（弦论、宇宙学和天体粒子研究中心 ISCAP）的教授。1999年他发表了他的第一本科普书《宇宙的琴弦》，激发了他在普通大众中的知名度。之后他又撰写了《宇宙的结构》、《隐藏的现实》等书，还出演了在他书的基础上制作的PBS同名科学纪录片。格林出演了著名美国喜剧《生活大爆炸》(第四季)第20集，《The Herb Garden Germination》。

## 早期生平
格林出生在美国纽约市。他的父亲，阿兰·格林，曾经推掉高中成为歌舞杂耍演员，后来又担任了语音教练与作曲家。格林从小被称为数学神童，曾获罗德奖学金。在就读于史岱文森高中后，他于1980年前往哈佛大学獲物理学學士。後獲「本科生諾貝爾獎」之稱的羅德獎學金，1987年在英国牛津大学取得了博士学位。在牛津学习期间，格林还向钢琴家杰克·吉本斯学习了钢琴。

## 职业生涯
格林于1990年加入了康奈尔大学物理系，并于1995年被任命为教授。次年，他又成为哥伦比亚大学的教授。在哥伦比亚大学，格林成为了大学中弦理论，宇宙学，天体粒子物理学学院（ISCAP）的负责人之一，并且还领导了一个关于使用弦理论解答宇宙问题的研究项目。FQXi机构还为他和同事David Albert和Maulik Parikh的“量子宇宙的时间箭头”项目提供了了研究资费。

### 科研
格林的研究主要集中在弦理论(又称为超弦理论或M理论）上，量子引力的概念之一。弦理论的一个基本观点就是，自然界的基本单元不是电子、光子、中微子和夸克之类的粒子。这些看起来像粒子的东西实际上都是很小很小的弦的闭合圈（称为闭合弦或闭弦），闭弦的不同振动和运动就产生出各种不同的基本粒子。弦理论还说道，我们所处的宇宙空间也许拥有很多维的空间。准确的来讲，是十个物理的空间再加上一个时间的空间。这些空间之所以不会被我们察觉到是因为他们都被“压缩”到了很小的空间当中。
在这个领域当中，格林主要的贡献就是研究这些“压缩”起来的空间的形状和形态。这些形状中最重要的属卡拉比－丘流形的空间。当外加的空间出现卡拉比－丘流形时，三维的物理空间则显现一种抽象的对称性，被称为超对称。 格林还专门研究了一种连接两个卡拉比－丘流形空间的一种对称性，被称为镜面对称性，以及触发器过渡，拓扑学改变的一种。现在，格林正在研究弦宇宙观，尤其是普朗克尺度在宇宙微波背景辐射的印记，黑洞电子理论，以及用弦理论解释为什么我们的宇宙空間有三个明顯的維度。

### 科普

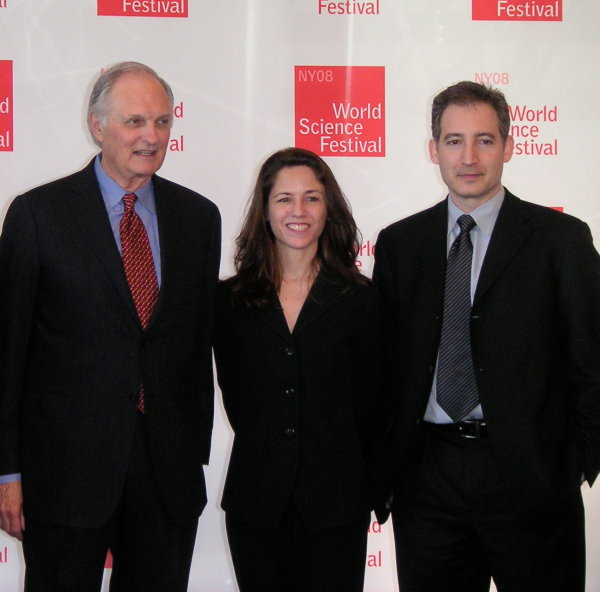
布赖恩·格林与Alan Alda和Tracy Day在2008年的第一届世界科学节发布会

使格林得到广泛知名度的是他在普及理论物理的工作，尤其是弦理论与寻找可以解释所有物理现象的万有理论，统一场论。他的第1本书，《宇宙的琴弦》，出版于1999年，目的是为了普及超弦理论及M理论的相关知识。这本书进入了普利策奖非小说类型图书的决赛，并且于2000年荣获了Royal Society的科普书奖项 。美国《公共电视网》还为《宇宙的琴弦》做了一个特别科学纪录片。
格林的第2本书，《宇宙的构造》（2004），是关于空间，时间，和宇宙的形态的一本书。主要内容包括非本地粒子的量子纠缠与狭义相对论的联系，与简单的弦理论解释。《宇宙的构造》研究了物质与现实的本质，并介绍了关于时空与物理宇宙学，宇宙的起源与统一场论，还有现实与想象的区别。
格林的第3本书，《隐藏的现实：平行宇宙是什么》出版于2011年1月，深度的介绍了关于很多个宇宙（平行宇宙）猜想的相关知识。
《时代前沿的伊卡洛斯》（ISBN 978-0-307-26888-4）是一本给年轻读者的书。它在2008年9月2日出版，未来化的复述了伊卡洛斯的神话故事。除了创作流行的科普书籍，格林还是一个临时的纽约时报投稿者，撰写着他的文章和其他科普类主题。他的书的著名度以及他镜头前的风范使得他在很多媒体中出现，例如, 《查理·罗斯》, 《科尔伯特报告》, 《The NewsHour with Jim Lehrer》, 《The Century with Peter Jennings》, 《美国有线电视新闻网》, 《时代周刊》, 《Nightline in Primetime》, 《Late Night with Conan O'Brien》以及最新的与《晚间秀》 的节目。这些还导致格林在电视连续剧《3rd Rock from the Sun》上帮助了John Lithgow的科学对话，并且成为了电影《Frequency》的技术顾问以及一个客串角色。近期，他还成为了一个时空穿梭电影——《Déjà Vu》的顾问。他也曾在2007年的《The Last Mimzy》中演过一个客串的英特尔科学家。格林还曾在2002年的《Angel》的一集 “超对称性” 和2008年的《Stargate Atlantis》的一集 "Trio"被提到过。他的电影成就加上他数学物理上的研究出版物，使得他成为了少数拥有一个确定的Erdős–Bacon指数的人中的一员。2011年四月，他在生活大爆炸"The Herb Garden Germination"这集中作为他自己出现，向一组人讲解他新书的内容。格林经常在他的高校环境外面，不止25个国家中，进行普通与技术水平的演讲。他最新项目之一就是组织一个在纽约举办的年度的科学节——世界科学节。第一届世界科学节已经在2008年五月/六月在纽约举行。

## 作品

### 学术文章
观看完整的学术文章列表, 请参见SPIRES数据库的出版物列表。
- Easther, Richard; Greene, Brian R.; Jackson, Mark G.; Kabat, Daniel. . Journal of Cosmology and Astroparticle Physics. 2005. arXiv:hep-th/0409121v1 . doi:10.1088/1475-7516/2005/02/009.
- Easther, Richard; Greene, Brian R.; Kinney, William H.; Shiu, Gary. . Physical Review D. 2002, 66 (2). arXiv:hep-th/0204129v1 . doi:10.1103/PhysRevD.66.023518.
- R. Easther, B. Greene, W. Kinney, G. Shiu, "Inflation as a Probe of Short Distance Physics". Phys. Rev. D64 (2001) 103502.
- Brian R. Greene, "D-Brane Topology Changing Transitions". Nucl. Phys. B525 (1998) 284-296.
- Michael R. Douglas, Brian R. Greene, David R. Morrison, "Orbifold Resolution by D-Branes". Nucl.Phys. B506 (1997) 84-106.
- Brian R. Greene, David R. Morrison, Andrew Strominger, "Black Hole Condensation and the Unification of String Vacua". Nucl.Phys. B451 (1995) 109-120.
- P.S. Aspinwall, B.R. Greene, D.R. Morrison, "Calabi-Yau Moduli Space, Mirror Manifolds and Spacetime Topology Change in String Theory". Nucl.Phys. B416 (1994) 414-480.
- B.R.Greene and M.R.Plesser, "Duality in Calabi-Yau Moduli Space". Nucl. Phys. B338 (1990) 15.

### 科普书籍
- 1999. 《宇宙的琴弦》（又譯《優雅的宇宙》）
- 2005. 《宇宙的构造》
- 2008. 《时代前沿的伊卡洛斯》
- 2011. 《隐藏的现实：平行宇宙是什么》
- Light Falls: Space, Time, and an Obsession of Einstein (2016)
- 2020. 《直到時間的盡頭：思想、物質以及我們在不斷演化的宇宙中尋找意義（英语：Until the End of Time: Mind, Matter, and Our Search for Meaning in an Evolving Universe）》

## 私人生活
格林的妻子是美国广播公司(ABC)的制片人翠西·黛（Tracy Day）。格林自九歲起成為素食者，一直到1997年一次參观一个位于纽约的农场后成为纯素食主义者。
格林曾表示，他認為科學與對宗教的直譯解釋不相容，並且他對新無神論運動中的許多觀點感同身受，因為他個人並不覺得需要宗教解釋。然而，他對於將科學世界觀傳播的效力感到不確定。在接受《衛報》的訪問時，他表示：“當我試圖理解自己作為一個人，以及我如何融入延伸數千年的人類文化長鏈時，宗教是這個故事中非常寶貴的一部分。”